# Владимировка (Кстовський район)
Владимировка (рос. Владимировка) — присілок у Кстовському районі Нижньогородської області Російської Федерації.
Населення становить 55 осіб. Входить до складу муніципального утворення Чернухинська сільрада.

## Історія
Від 2009 року входить до складу муніципального утворення Чернухинська сільрада.

## Населення
| 2002 | 2010 |
| ---- | ---- |
| 54   | ↗55  |